# Reginald Pole-Carew (Offizier)

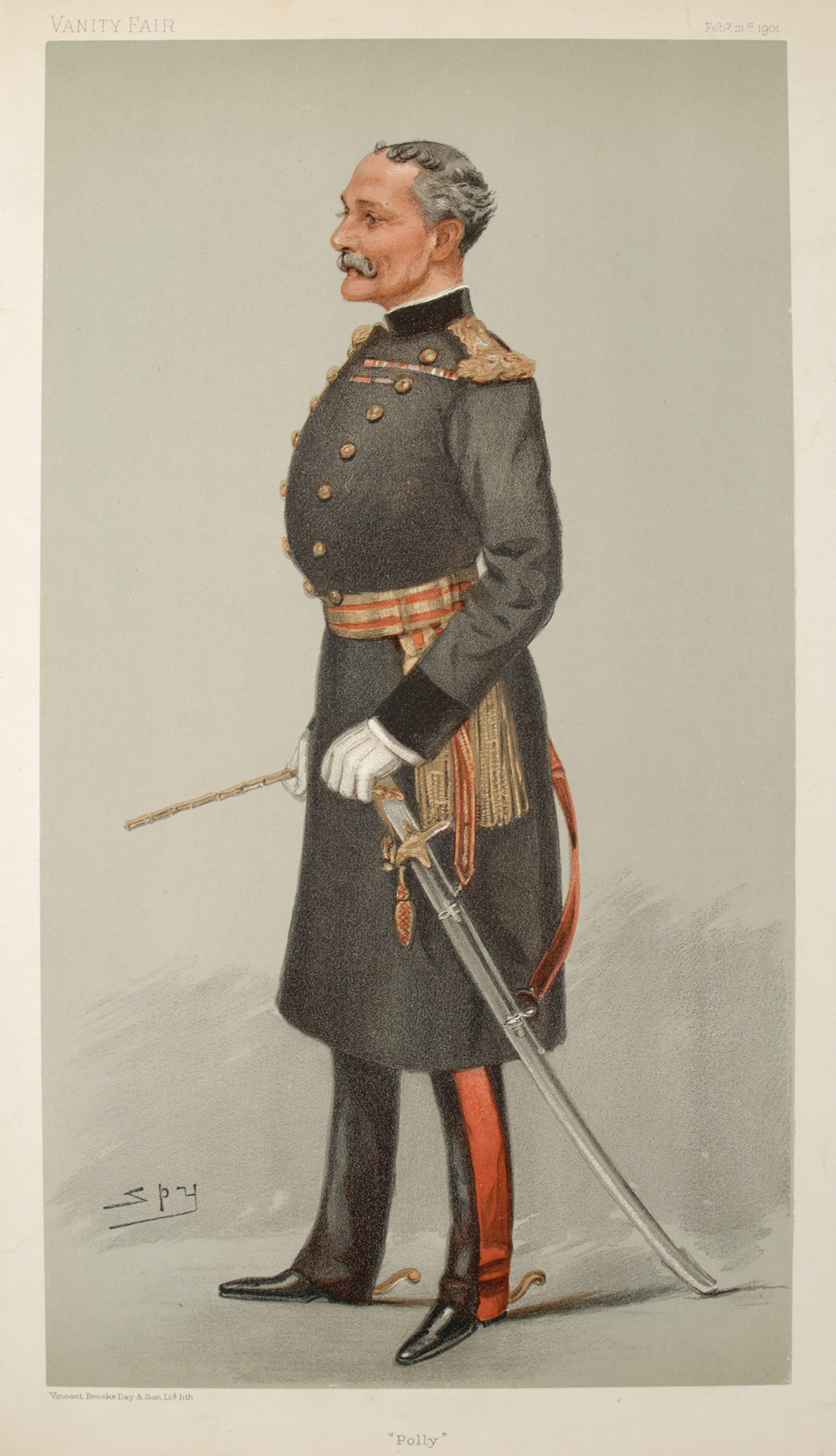
Sir Reginald Pole-Carew, Karikatur von 1901

Sir Reginald Pole-Carew KCB CVO (* 1. Mai 1849 in Antony, Cornwall; † 19. September 1924) war ein britischer Offizier und Politiker. In den britischen Kolonialkriegen des 19. Jahrhunderts stieg er bis zum hochdekorierten Divisionskommandeur auf. Nach seinem Abschied vom Militär wurde er als Abgeordneter für das House of Commons gewählt.

## Herkunft und Karriere als Militär
Reginald Pole-Carew entstammte der Familie Pole-Carew von Antony House, einer der führenden Familien der Gentry von Cornwall. Er war der älteste Sohn von William Pole-Carew und dessen Frau Anne Buller. Er besuchte Eton College und studierte anschließend am Christ Church College in Oxford. 1869 trat er als Ensign in die Coldstream Guards ein und machte in den nächsten Jahren eine glänzende militärische Karriere. Von 1876 bis 1877 war er Privatsekretär von Hercules Robinson, dem Gouverneur von New South Wales, dann von 1878 bis 1879 Aide-de-camp von Lord Lytton, dem Vizekönig von Indien. Unter Frederick Roberts diente er 1879 bis 1880 im zweiten Anglo-Afghanischen Krieg, wo er am Marsch nach Kandahar teilnahm. 1881 diente er in Südafrika und 1882 während der Besetzung von Ägypten unter dem Duke of Connaught. Von 1884 bis 1890 diente er als Sekretär von Frederick Roberts in Indien, der dort ab 1885 Oberbefehlshaber der britischen Truppen war. Von 1886 bis 1887 kämpfte Pole-Carew im zweiten birmanisch-englischen Krieg, wofür er 1887 als Companion des Order of the Bath ausgezeichnet wurde. 1895 wurde er Kommandeur des 2. Bataillons der Coldstream Guards. Im Zweiten Burenkrieg befehligte er ab 1899 die 9. Brigade, mit der er an der Schlacht von Modder River teilnahm, und anschließend die Gardebrigade. Zweimal mentioned in Despatches, wurde er 1900 als Knight Commander des Order of the Bath nobilitiert und 1901 als Commander des Royal Victorian Order ausgezeichnet. Als Major-General wurde er anschließend Kommandant der 11. Division in Südafrika. Von 1903 bis 1905 war Pole-Carew Kommandant der 8. Division. Mit dieser war er in Irland stationiert, ehe er 1906 als Lieutenant-General seinen Abschied nahm. Beim Ausbruch des Ersten Weltkriegs 1914 meldete er sich freiwillig und wurde zum Generalinspekteur der Territorial Army ernannt. Nach einem schweren Reitunfall schied er 1915 endgültig aus dem Militärdienst aus.

## Politische Karriere

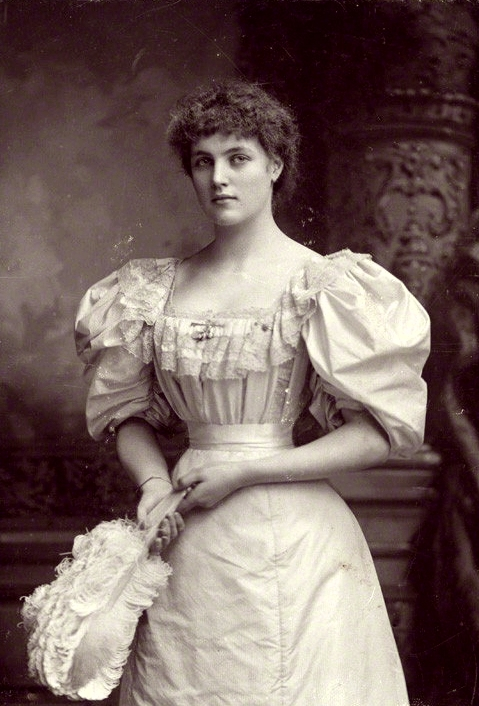
Seine spätere Gattin, Lady Beatrice Butler, Fotografie aus den 1890er Jahren

Für seine Leistungen hatte Pole-Carew noch zahlreiche weitere Orden erhalten, darunter 1882 den ägyptischen Mecidiye-Orden 4. Klasse. Nach seinem Abschied vom Militär kandidierte er bei der Unterhauswahl 1906 vergeblich als Kandidat der Conservative Party in Pembroke Boroughs und bei der Wahl im Januar 1910 in Bodmin. Bei der Unterhauswahl vom Dezember 1910 wurde er dagegen als Kandidat der Liberal Unionist Party für Bodmin gewählt. 1916 legte er sein Mandat nieder. Dazu war er Friedensrichter und Deputy Lieutenant von Cornwall geworden.

## Umbauten von Antony House
Nach dem Tod seines Vaters 1888 hatte Pole-Carew den Familiensitz Antony House in Cornwall samt dem zugehörigen Grundbesitz geerbt. Um die Jahrhundertwende ließ er Antony House nach dem Vorbild von Trerice durch einen östlichen Anbau erweitern, dazu legte er an der Nordseite des Hauses einen großen, ummauerten formalen Garten an.

## Familie und Nachkommen
1901 hatte er Lady Beatrice Butler (1876–1952), die älteste Tochter von James Butler, 3. Marquess of Ormonde und von dessen Frau Lady Elizabeth Harriet Grosvenor geheiratet. Mit ihr hatte er zwei Söhne und zwei Töchter:
- Sir John Gawen Carew Pole, 12. Baronet (1902–1993);
- Marye Frances Pole-Carew (* 1903);
- Victoria Geraldine Pole-Carew (* 1904);
- Patrick William Butler Pole-Carew (1913–1971).